# Portas (Renovierung)
Die Portas GmbH (Eigenschreibweise: PORTAS) mit Sitz in Dietzenbach, Hessen, ist der nach eigenen Angaben europaweit führende Anbieter von Renovierungslösungen. Das Unternehmen beschäftigt in der GmbH 130 Mitarbeiter (Stand 2009), in den Unternehmen der Franchisenehmer mit europaweit 500 Betrieben sind nach Portas-Angaben in 13 Ländern insgesamt rund 5000 Menschen tätig.

## Geschichte
Portas wurde 1974 in Dietzenbach gegründet, im darauf folgenden Jahr wurden weitere Fachbetriebe in Deutschland eröffnet. 1976 folgte die Expansion nach Österreich. Weitere europäische Länder kamen in den folgenden Jahren hinzu, zuletzt 1996 Tschechien und die Slowakei. In den 1980er Jahren setzte die Firma Fernsehwerbung mit dem Fußballtrainer Otto Rehhagel ein.
Geschäftsführer des Unternehmens ist Horst Jung, der als Anhänger des Fußballvereins Kickers Offenbach ehemaliger Verwaltungsratsvorsitzender und über Jahrzehnte mit Portas Sponsor, zeitweilig auch Haupt- und Trikotsponsor, des OFC war.
Die Marke PORTAS ist geschützt.

## Konzernstruktur
Portas ist ein Franchising-Unternehmen und unterhält Fachbetriebe in Deutschland, Tschechien, Slowakei, Frankreich, der Schweiz, Dänemark, Luxemburg, Großbritannien, Belgien, den Niederlanden, Italien, Österreich, Polen und Ungarn.

## Produkte
Portas verarbeitet rund 7500 verschiedene Artikel für den Renovierungsbedarf. Hierzu gehören unter anderem Heizkörperverkleidungen, Spanndecken aus PVC-Folien, Gleittüren, Holzaustauschfenster mit Aluminiumprofilen sowie Renovierungssysteme für Küchen, Türen, Haustüren, Fenster und Treppen.